# 陈震 (三国)

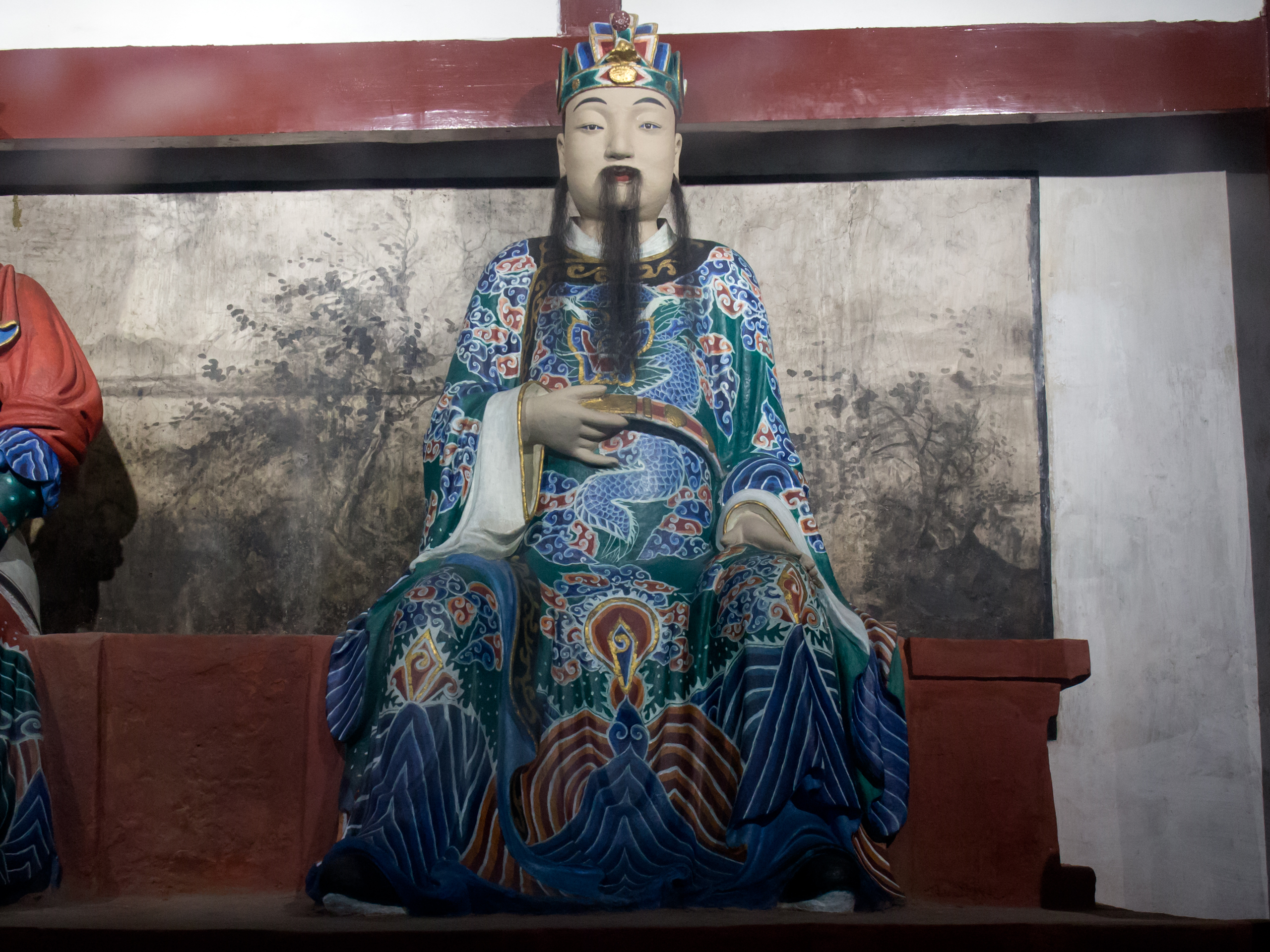

陳震（2世紀—235年），字孝起，荊州南陽人，三國时期蜀漢官吏。

## 生平
209年，劉備為荊州牧時，被辟為從事。後隨劉備入蜀，於214年平定益州後，升為蜀郡北部都尉，後改郡名為汶山，立為太守，再轉守於犍為。225年，拜為尚書，遷尚書令，奉命出使吳國，頻繁地穿梭于蜀吳之间。
229年，孫權自立為帝，封陳震為衛尉，陳震到吳的邊界，說：「東之與西，驛使往來，冠蓋相望，申盟初好，日新其事。東尊應保聖祚，告燎受符，剖判土宇，天下響應，各有所歸。於此時也，以同心討賊，則何寇不滅哉！西朝君臣，引領欣賴。震以不才，得充下使，奉聘敘好，踐界踊躍，入則如歸。獻子適魯，犯其山諱，春秋譏之。望必啟告，使行人睦焉。即日張旍誥眾，各自約誓。順流漂疾，國典異制，懼或有違，幸必斟誨，示其所宜。」陳震到達武昌，孫權親自與陳震歃盟，定下蜀漢與東吳平分天下：以徐、豫、幽、青屬吳，并、涼、冀、兗屬蜀，司州則以函谷關為界平分。陳震歸還，封為城陽亭侯。
陳震一直認為李嚴不可信任。231年，李嚴因運糧錯失使北伐受阻，而且還招致諸多爭議，諸葛亮也向蔣琬、董允感歎自己沒有認真考慮陳震的話。235年，陳震逝世。

## 特徵
陳震為人正直、純樸，老成持重，說話較輕鬆和順。

## 家庭

### 子
- 陳濟，陳震之子。

## 評價
《三國志》評曰：「董和蹈羔羊之素，劉巴履清尚之節，馬良貞實，稱為令士，陳震忠恪，老而益篤，董允匡主，義形於色，皆蜀臣之良矣。」
諸葛亮於其兄諸葛瑾書信中：「孝起忠純之性，老而益篤，及其贊述東西，歡樂和合，有可貴者。」

## 演義描述
初登場身分為袁紹部下，主要擔任外交事務。曾以密使身分潛入曹營，將劉備寄居袁紹之下的消息告知關羽，導致後來的掛印封金、過五關斬六將等事件；後又出使孫策處，洽談雙方同盟事宜，不料遭逢于吉事件，孫策因此逝世後，繼任的孫權乃回絕了袁紹的同盟要求。
袁紹敗亡後，輾轉至荊州投靠劉備。夷陵之戰前，曾言青城山上有一隱士李意，能知人生死吉凶，於是奉命邀請其面見劉備。李意以圖畫方式暗喻劉備將會戰敗，惹得劉備不悅，後夷陵一戰果然失利。
諸葛亮北伐時，被任命為侍中。

## 延伸阅读
[在维基数据编辑]
 《三國志·卷39》，出自陳壽《三國志》
 在维基共享资源阅览影像